# هوارد تاونسند
هوارد تاونسند (بالإنجليزية: Howard Townsend)‏ هو طبيب أمريكي، ولد في 22 نوفمبر 1823، وتوفي في 16 يناير 1867 في ألباني في الولايات المتحدة.